# 毛叶珍珠花
毛叶珍珠花（学名：Lyonia villosa），为杜鹃花科珍珠花属下的一个种。

## 扩展阅读
維基物種上的相關：毛叶珍珠花